# Aeroportul Allah Valley
Aeroportul Allah Valley (IATA: AAV, ICAO: RPMA) este un aeroport din Surallah⁠(d), South Cotabato⁠(d), Soccsksargen⁠(d), Filipine ce deservește zona Surallah⁠(d). Aeroportul a fost tranzitat în 2021 de 0 pasageri.
Situat la o altitudine de 201 m, aeroportul dispune de o singură pistă.